# Kazunori Iio
Pour les articles homonymes, voir Iio.
Kazunori Iio (飯尾 一慶, Iio Kazunori) est un footballeur japonais né le 23 février 1982. Il est attaquant.

## Biographie
Kazunori Iio participe à la Coupe du monde des moins de 20 ans 2001 avec le Japon. Il dispute trois matchs lors de cette compétition.

## Palmarès
- Vainqueur de la Coupe du Japon en 2004 avec le Tokyo Verdy